# ОШ „Вук Караџић” Доњи Милановац
ОШ „Вук Караџић” у Доњем Милановцу наставља традицију основног образовања поречке школе основане 1807. године, заслугом устаничког војводе Миленка Стојковића, у време Првог српског устанка. Била је седма по реду у устаничкој Србији, а прва у Тимочкој Крајини, основана годину дана пре Доситејеве просветитељске Велике школе у Београду (претеча Београдског универзитета).

## Историјат
Године 1832. варошица Пореч, са истоименог дунавског острва, пресељена је низводно на обалски део Дунаваа. Добила је име Доњи Милановац, по кнезу Милану, сину кнеза Милоша Обреновића чијим се декретом сели и Поречка школа. У дунавској варошици, као и у другим крајевима Србије, током 19. века појављује се грађанска класа и у духу повољних прилика, 1846. године, отвара се и прва Женска занатска школа.
Век касније, 1952. године, на предлог одборника Крсте Коцића, Поречка школа у Доњем Милановцу добија ново име. Поречка школа, тадашња нижа гимназија, добија назив „Вук Караџић” да би, већ следеће године, прерасла у осмогодишњу школу. Године 1965. извршена је интеграција девет сеоских подручних школа (у Голубињу, Мосни, Мирочу, Бољетину, Клокочевцу, Тополници, Кулма Тополници, Копаној Главици и Штрпцу) са матичном школом у Доњем Милановцу.

## Школа данас
Изградњом ХЕ Ђердап I почетком 70-их година 20. века пресељена је по трећи пут бивша варошица Пореч, а и њена основна школа такође је пресељена по трећи пут. Саграђена је и нова школа, непромењеног имена, много модернија и пространија. Основна школа је опремљена кабинетима, библиотеком са пристојним бројем књига, ђачком кухињом, фискултурном салом. Важно је поменути да школа, од 1956. године, има и свој интернат за ђаке. Његов смештајни капацитет је 90 места.